# تعلم سمعي
التعلم السمعي هو طريقة تعلم يتعلم فيها الفرد من خلال الاستماع. والمتعلم السمعي يعتمد على السمع والنطق باعتبارهما وسيلة رئيسية للتعلم. يجب على المتعلمين سمعيًا أن يكونوا قادرين على سماع ما يقال حتى يتمكنوا من الفهم وربما يجدون صعوبة في التعليمات المكتوبة. كما أنهم يستخدمون مهارات الاستماع والتكرار لتصنيف المعلومات التي يتم إرسالها إليهم.
يعد نموذج فليمنج للتعلم باستخدام الوسائل البصرية والسمعية والقراءة والكتابة والوسائل الحركية / التعلم البصري والسمعي والحركي، واحدًا من التصنيفات الأكثر شيوعًا واستخدامًا على نطاق واسع لمختلف أنواع طرق التعلم وتُصنف الأنواع المختلفة من طرق التعلم على النحو التالي: متعلمون بصريًا، ومتعلمون سمعيًا، ومتعلمون يفضلون القراءة / الكتابة، ومتعلمون حركيًا (المعروفون أيضًا باسم «المتعلمون عن طريق اللمس»).

## الخصائص
قد يتمتع المتعلمون سمعيًا بموهبة تمكنهم من التأكد من المعنى الحقيقي لكلمات شخص ما عن طريق الاستماع إلى الإشارات المسموعة مثل التغييرات في اللهجة. عند حفظ رقم الهاتف، سيقوم المتعلم السمعي بنطقه بصوت مرتفع ثم يتذكر كيف بدا هذا الصوت ليسترجعه.
والمتعلمون سمعيًا يجيدون كتابة الاستجابات على المحاضرات التي استمعوا إليها. كذلك فهم يؤدون الامتحانات الشفهية بشكل جيد وفعال من خلال الاستماع إلى المعلومات المقدمة شفهيًا، في المحاضرات والخطابات والدورات الشفهية.
يدعي المؤيدون لهذه الطرق أنه عندما يبدأ المتعلم السمعي / الشفهي في القراءة، من المستحيل تقريبًا بالنسبة للمتعلم فهم أي شيء دون وجود أصوات في الخلفية. في هذه الحالات، سيساعد الاستماع إلى الموسيقى أو وجود أصوات مختلفة في الخلفية (تلفاز، أناس يتحدثون، وما إلى ذلك) المتعلمين على العمل بشكل أفضل.
يجيد المتعلمون سمعيًا سرد القصص. فهم يقومون بحل المشكلات عن طريق التحدث عنها بشكل تفصيلي. وتضم أنماط الحديث عبارات «أسمعك، هذا ملائم، يبدو ذلك مألوفًا»، وغيرها من المعلومات الموجهة صوتيًا. سيحرك هؤلاء المتعلمون شفاههم أو يتحدثون إلى أنفسهم للمساعدة في إنجاز المهام الخاصة بهم.

## الأساليب الموصى بها
يقول المؤيدون إنه يجب على المعلمين استخدام هذه التقنيات لتعليم المتعلمين سمعيًا: التوجه اللفظي، والمناقشات الجماعية، والتعزيز اللفظي، والأنشطة الجماعية، والقراءة بصوت مرتفع، ووضع المعلومات في نمط إيقاعي مثل استخدام موسيقى الراب، أو قصيدة، أو أغنية.
ويوصي المؤيدون باستخدام المتعلمين سمعيًا لمثل هذه الأساليب:
- تسجيل الملاحظات في الصف الدراسي ثم الاستماع إلى هذا التسجيل (بشكل متكرر)، بدلاً من قراءة الملاحظات.
- تذكر التفاصيل من خلال محاولة «سماع» المناقشات السابقة.
- المشاركة في المناقشات التي تجري في الصف الدراسي.
- طرح الأسئلة والتطوع في الصف الدراسي.
- قراءة المهام بصوت مرتفع.
- الدراسة من خلال قراءة الملاحظات الخاصة بك.
- تذكر المعلومات الجديدة سرًا عندما تكون بمفردك.[2]

قد يستفيد المتعلم السمعي من استخدام أداة التعرف على الكلام الموجودة في أجهزة الحاسب الآلي والهواتف.[بحاجة لمصدر]

## الانتشار
تشكل نسبة المتعلمين سمعيًا نحو 20% من عدد السكان.

## نقص الأدلة
على الرغم من أن طرق التعلم تتمتع «بشهرة كبيرة»، ويعبر كل من الأطفال والبالغين عن تفضيلاتهم الشخصية، فليس هناك دليل على أن تحديد طريقة تعلم الطالب تؤدي إلى نتائج أفضل، وهناك أدلة كبيرة على أن «نظرية الاندماج» التي يتم الترويج لها على نطاق واسع (حيث يتعلم الطالب بشكل أفضل إذا درس بطريقة تبدو مناسبة لطريقة تعلمه) غير مجدية. الدراسات المصممة تصميمًا جيدًا «تتعارض بشكل قاطع مع نظرية الاندماج المشهورة». فبدلاً من أن تهدف إلى التدريس باستخدام طرق التعلم «السليمة»، يبدو أن الطلاب يستفيدون بشكل كبير من عروض الطريقة المختلطة، مثل استخدام كل من الأسلوب السمعي والبصري لجميع الطلاب.